# استخراج فاز جامد

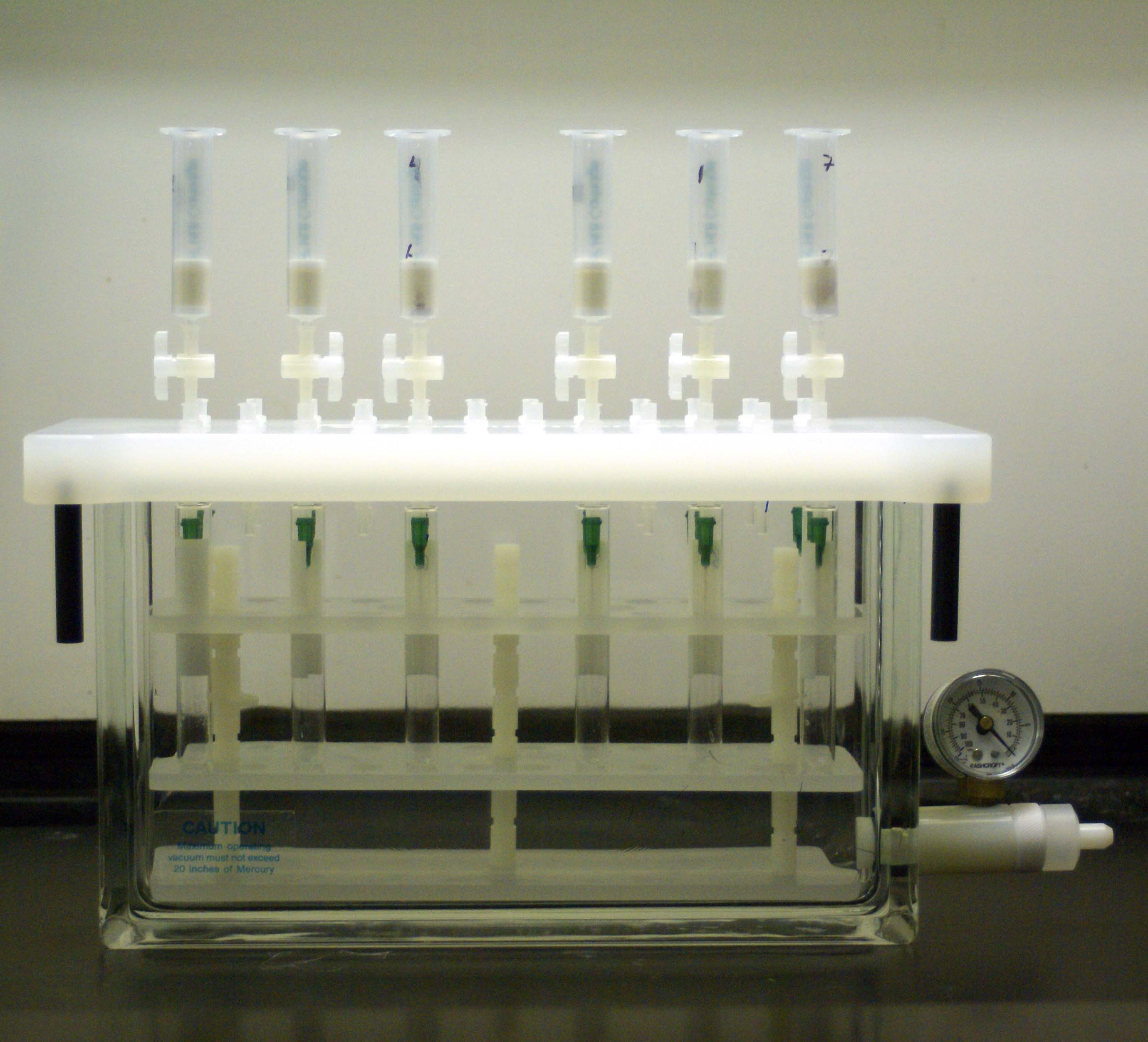
نمونه‌ای از یک دستگاه جداسازی فاز جامد

استخراج فاز جامد (به انگلیسی: Solid phase extraction) یک فرایند جداسازی است. در این روش یکی از اجزا بر اساس خواص فیزیکی یا شیمیایی آن در حلال حل شده یا به صورت سوسپانسیون در می‌آید. از این روش در آزمایشگاه‌های شیمی تجزیه برای تغلیظ و جداسازی نمونه‌ها برای آزمایش استفاده می‌شود. از این روش در جداسازی اجزا خون، ادرار، آب و خاک استفاده می‌شود.